# Margarettia
Margarettia is een geslacht van rechtvleugeligen uit de familie krekels (Gryllidae). De wetenschappelijke naam van dit geslacht is voor het eerst geldig gepubliceerd in 2009 door Otte & Perez-Gelabert.

## Soorten
Het geslacht Margarettia omvat de volgende soorten:
- Margarettia epaxia Otte & Perez-Gelabert, 2009
- Margarettia fotuto Otte & Perez-Gelabert, 2009
- Margarettia guajey Otte & Perez-Gelabert, 2009
- Margarettia jaiba Otte & Perez-Gelabert, 2009
- Margarettia naniki Otte & Perez-Gelabert, 2009